# Bahnhof Essen-Altenessen
Der Bahnhof Essen-Altenessen ist ein Regionalbahnhof im Essener Stadtteil Altenessen an der Bahnstrecke Duisburg–Dortmund. Unter ihm befindet sich der gleichnamige U-Bahnhof der Stadtbahn Essen.

## Geschichte

### Bau und Betrieb als „Bahnhof Essen CM“
Der Bahnhof wurde am 15. Mai 1847 durch die Cöln-Mindener Eisenbahn mit der Teilstrecke Duisburg–Hamm unter dem Namen Essen CM in Betrieb genommen und war damit Teil der Stammstrecke der Cöln-Mindener Eisenbahn-Gesellschaft. Damit war er nach dem 1846 in Betrieb genommenen, für damalige Verhältnisse aber abseits gelegenen, Bahnhof Essen-Bergeborbeck der zweite Bahnhof auf heutigem Essener Stadtgebiet.
Durch einen 1841 gegründeten Eisenbahnverein sowie Interventionen der Stadtspitze hatte die damals separate und nach Einwohnern achtmal so große Gemeinde Essen auf die Cöln-Mindener Eisenbahngesellschaft einzuwirken gesucht, die Trasse weiter südlich durch das eigentliche Essen zu führen. Selbst das Angebot einer Subvention in Höhe von 2000 preußischen Reichstalern blieb ergebnislos, da die CME eine Trasse möglichst ohne Steigungen wünschte und sich dafür grob am Verlauf der Emscher orientierte. Als Folge der Ablehnung errichtete die Stadt Essen später für über 16.000 Taler eine Anbindung an den Altenessener Bahnhof über eine Chaussee.
Zu Pfingsten, am 20. Mai 1850, wurde die Bahnhofsgaststätte feierlich mit Diner und Ballabend eröffnet.
Bis zur Errichtung des Bahnhofs Essen BM im Jahr 1862, dem Vorgänger des heutigen Essener Hauptbahnhofs, wirkte der Altenessener Bahnhof quasi als Essener Hauptbahnhof. Von hier aus wurde auch der Fernverkehr abgewickelt. Von besonderer Bedeutung aber war der Bahnhof für den Güterverkehr, insbesondere den Abtransport der in den zahlreichen Zechen der beiden Gemeinden gewonnenen Steinkohle. 1872 wurde der Bahnhof in „Altenessen“ umbenannt.

### Integration in das Schienennetz bis zur Eingemeindung

Der Bahnhof Altenessen vor 1901

Über eine knapp zwei Kilometer lange Verbindungsstrecke von der Abzweigstelle Helene war der Bahnhof seit dem 27. April 1874 an Essen-Stoppenberg angebunden. Über diese Anbindung war der Bahnhof Altenessen auch von Essen BM, nach 1897 Essen Hbf genannt, erreichbar. Außerdem existierten Verbindungen nach Essen-Nord (Essen Rh., seit 1885) und zum Bahnhof Essen-Segeroth, der seit 1868 ebenfalls als Essen CM bezeichnet wurde sowie zum Bahnhof Essen-Altenessen Rheinisch (Altenessen Rh, seit 1912). 1920, nach der Eingemeindung des bis 1915 selbstständigen Altenessens, wurde der Bahnhof in Essen-Altenessen umbenannt.
Der Bahnhof lag östlich des heutigen Bahnsteiges und war als Keilbahnhof mit mittigem Empfangsgebäude zwischen der Köln-Mindener Strecke und der nach Stoppenberg ausgeführt.

Fahrkarte (Fernverkehr) nach Essen-Altenessen, 1899 (Nachdruck)

Bis 1887 waren die Gleise ebenerdig, ein Bahnübergang ermöglichte die Kreuzung der benachbarten Essen-Horster Straße, der heutigen Altenessener Straße. Die täglich rund 170 bis 180 Züge (Rangierfahrten nicht eingerechnet) führten jedoch dazu, dass der Übergang zeitweise bis zu sieben Stunden täglich geschlossen war. Das machte den Umbau des Bahnhofs, der Straße sowie der Strecke notwendig. Die Altenessener Straße wurde um 2,64 Meter gesenkt, gleichzeitig die Bahnanlage höher gelegt sowie drei Brücken errichtet. Die Brücke über die Altenessener Straße und die Lierfeldstraße der Stoppenberger Strecke ging am 30. September 1901, die der Hauptstrecke über die Altenessener Straße am 10. November 1901 in Betrieb.

### Vom Zweiten Weltkrieg zur Gegenwart

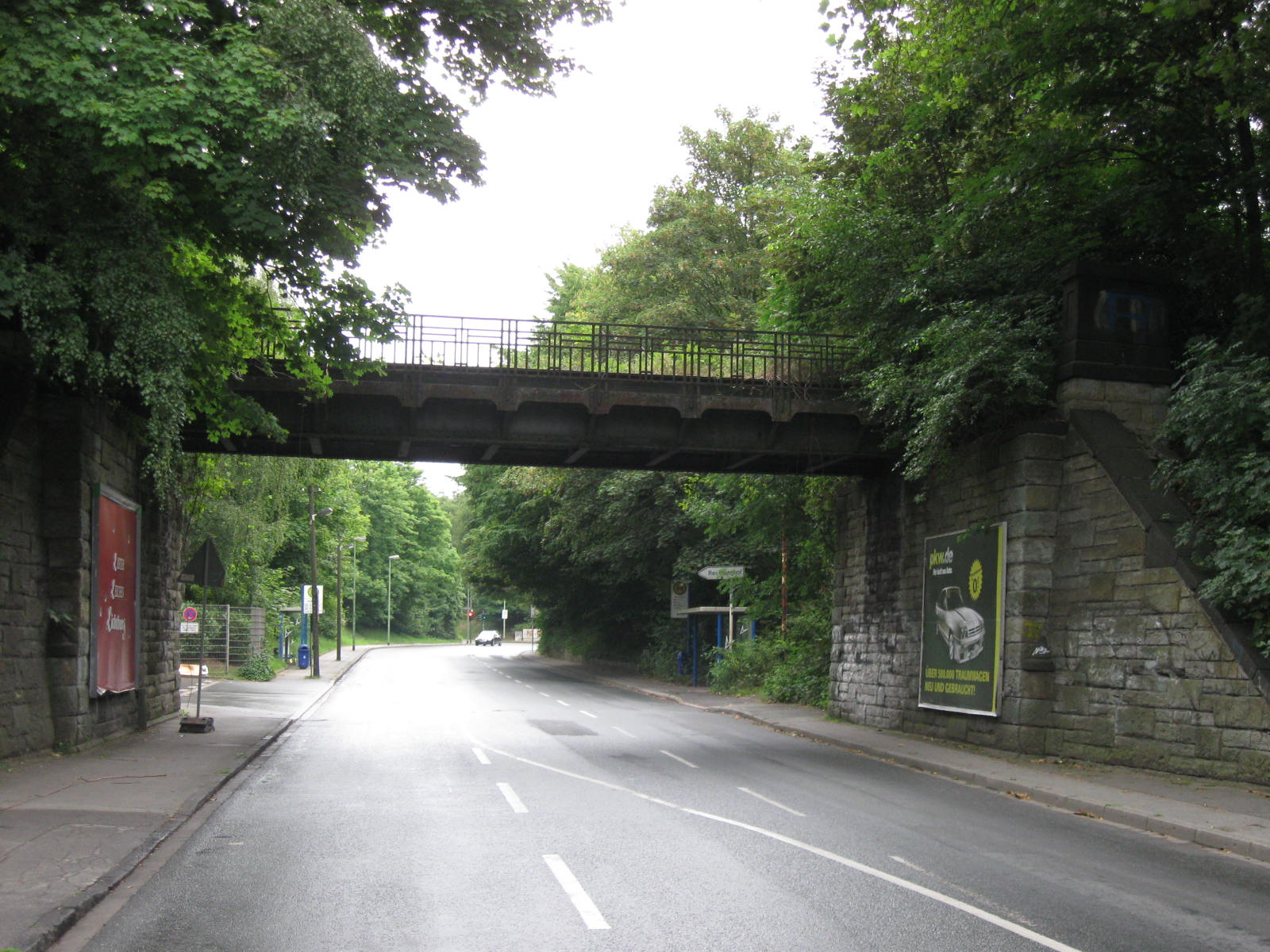
Die Eisenbahnbrücke Lierfeldstrasse verband Altenessen mit Essen

Im Zweiten Weltkrieg existierte hier ein Zwangsarbeiterlager der Reichsbahndirektion Essen für 27 Personen aus Frankreich. Schwere Luftangriffe im Oktober 1944 zerstörten die Gleisanlagen, so dass von Altenessen keine Züge mehr fuhren. Auch den Bahnhof trafen dabei mehrere Bomben. Nach dem Zweiten Weltkrieg gewann der Bahnhof vorübergehende Bedeutung, da der städtische Personennahverkehr zum Erliegen gekommen war und der Zug die einzige Verbindung zwischen Altenessen und Essen darstellte. Als nach dem Krieg eine hohe Anzahl an Arbeitssuchenden aus östlichen Gebieten ins Ruhrgebiet kamen, wurde von 1956 bis 1960 am Bahnhof Essen-Altenessen eine Zweigstelle der Bahnhofsmission des Essener Hauptbahnhofs eingerichtet.
Das Empfangsgebäude wurde 1999 im Zuge der Bahnhofssanierung abgerissen und die bis dahin noch existierende Fahrkartenausgabe aufgegeben. Der Halt von Fernzügen (u. a. Nachtverbindung mit Zwickau) entfiel und der Bahnsteig wurde auf die für den Nahverkehr benötigte Länge verkürzt. Der Bahnhof wurde ab etwa 2010 mit einem Aufzug ausgestattet und erhielt einen neuen Ausgang in Richtung Norden.
Am 15. Dezember 2019 wurde das Linienkonzept der S-Bahn Rhein-Ruhr vom VRR neu aufgelegt. Unter anderem hatte das zur Folge, dass die S-Bahnlinie S2, die hier zwischen 1991 und 2019 verkehrte, Essen-Altenessen nicht mehr bedient. Der Ast Dortmund–Duisburg wurde durch die Regionalbahnlinie RB 32 ersetzt, welche stündlich verkehrt und – wie der RE 3 – keinen weiteren Halt mehr zwischen Dortmund-Mengede und Dortmund Hauptbahnhof hat.

## Anlagen
Nördlich der beiden Bahnsteiggleise gibt es zwei Durchfahrtsgleise, die der Beginn bzw. das Ende der eingleisigen Güterstrecke nach und von Oberhausen Hbf sind. Weitere Nebengleise werden nicht genutzt. Die ehemals umfangreichen Anlagen für den Güterverkehr sind abgebaut. Seit 1965 wird der Bahnhof durch das Drucktastenstellwerk Eaf gesteuert.

## Verkehrsanbindung
Der Bahnhof samt U-Bahnhof ist somit ein Knotenpunkt mit dem städtischen Personennahverkehr: Direkt am Südausgang beginnt die Straßenbahn, eher zufällig ist hier die wegekürzeste Verknüpfung im Ruhrgebiet mit der Eisenbahn entstanden. Ab dem 1. Juli 2015 wurde die Linie 106 durch die Linie 108 ersetzt. Diese fährt von Altenessen Bf über Essen Hbf nach Essen-Bredeney. Bis dahin verkehrte die Linie 106 über Essen Hbf, Rüttenscheid, Holsterhausen nach Altendorf bzw. Bergeborbeck. Die U-Bahnlinien U 11 (Gelsenkirchen-Horst–Essen Hbf–Messe/Gruga) und U 17 (Karlsplatz–Essen Hbf–Margaretenhöhe) halten in der U-Bahn-Station gleichen Namens, Zugang vom Bahnhofsvorplatz. Ferner verkehren die Buslinien 140 (Borbeck–Stoppenberg), 162/172 (Ringlinie Altenessen) und 183 (Karlsplatz–Stoppenberg–Katernberg) vom Straßenrand; außerdem sind einzelne Buslinien am Wochenende durch Fahrten des Nachtexpresses ergänzt.

### Nah- und Regionalverkehr

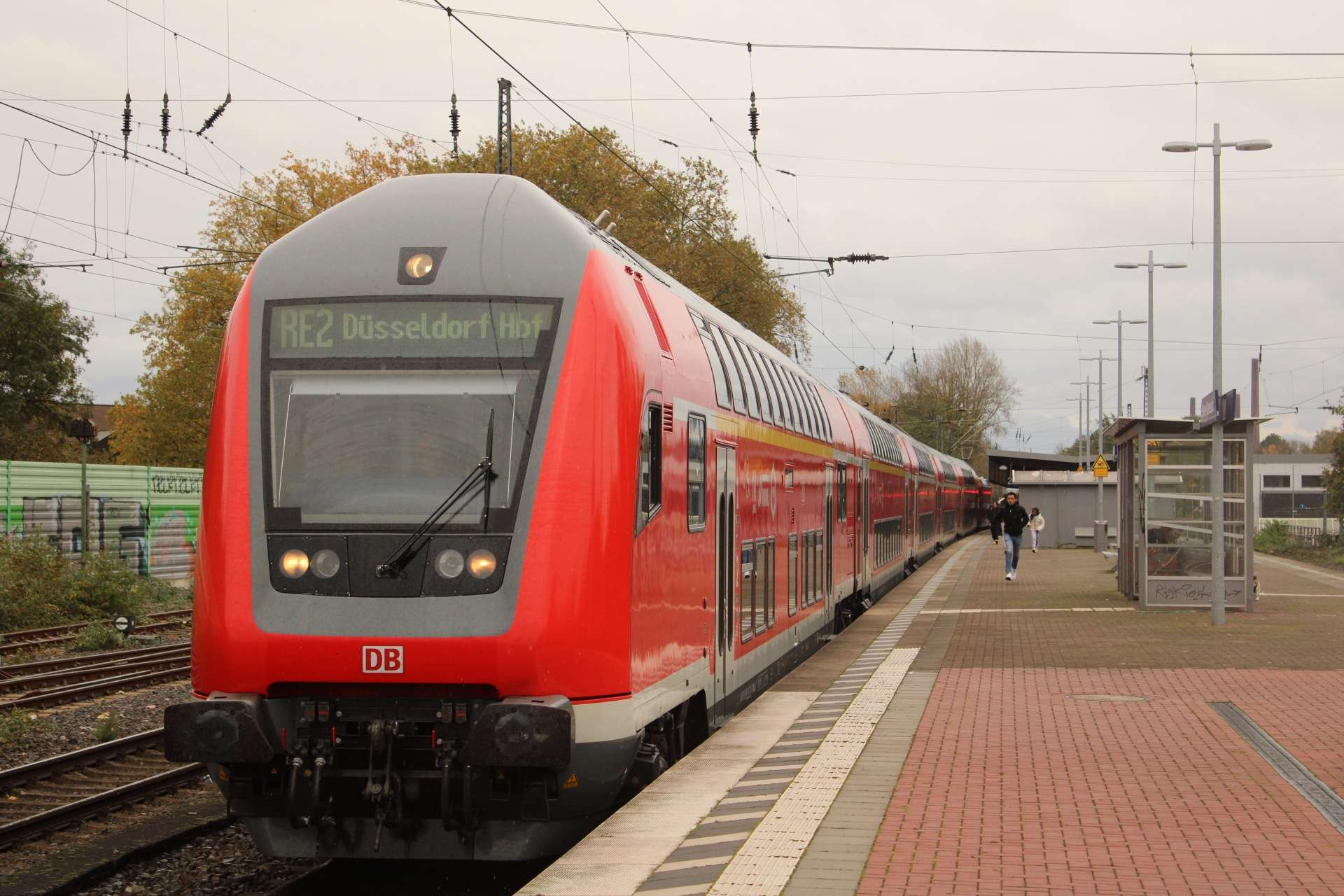
Ein Umleiter des Rhein-Haard Express mit zusätzlichen Halt in Essen-Altenessen, 2023

Heute ist der Bahnhof nur noch Nahverkehrshalt auf der Strecke zwischen Oberhausen und Gelsenkirchen. Hier halten jeweils im Stundentakt (halbstündlich versetzt) die Regionalbahnlinie 32 (Duisburg–Oberhausen–Altenessen–Gelsenkirchen–Herne–Dortmund) und der Regionalexpress RE3 (Düsseldorf–Duisburg–Oberhausen–Altenessen–Gelsenkirchen–Herne–Dortmund–Hamm). Wochentags wird das Angebot um die Emscher-Niederrhein-Bahn von Mönchengladbach ergänzt, welche in Gelsenkirchen zeitnah Anschluss zur Verbindung Richtung Recklinghausen–Münster bietet. Bei Sperrungen der Bahnstrecken Essen–Gelsenkirchen und/oder Witten/Dortmund–Oberhausen/Duisburg werden die regulär über diese Strecken zum bzw. vom Essener Hauptbahnhof fahrenden Regionalzüge über Essen-Altenessen umgeleitet und halten dort auch. 
| Linie | Linienverlauf | Takt   |
| ----- | --- | ------ |
| RE 3  | Rhein-Emscher-Express: Düsseldorf Hbf – Düsseldorf Flughafen – Duisburg Hbf – Oberhausen Hbf – Essen-Altenessen – Gelsenkirchen Hbf – Wanne-Eickel Hbf – Herne – Castrop-Rauxel Hbf – Dortmund-Mengede – Dortmund Hbf – Dortmund-Scharnhorst – Dortmund-Kurl – Kamen-Methler – Kamen – Bönen-Nordbögge – Hamm (Westf) Hbf Stand: Fahrplanwechsel Dezember 2023                                                 | 60 min |
| RB 32 | Rhein-Emscher-Bahn: Duisburg Hbf – Oberhausen Hbf – Essen-Dellwig – Essen-Bergeborbeck – Essen-Altenessen – Essen Zollverein Nord – Gelsenkirchen Hbf – Wanne-Eickel Hbf – Herne – Castrop-Rauxel Hbf – Dortmund-Mengede – Dortmund Hbf Stand: Fahrplanwechsel Dezember 2021 | 60 min |
| RB 35 | Emscher-Niederrhein-Bahn: Gelsenkirchen Hbf – Essen Zollverein Nord – Essen-Altenessen – Essen-Bergeborbeck – Essen-Dellwig – Oberhausen Hbf – Duisburg Hbf – Duisburg-Hochfeld Süd – Rheinhausen Ost – Rheinhausen – Krefeld-Hohenbudberg Chempark – Krefeld-Uerdingen – Krefeld-Linn – Krefeld-Oppum – Krefeld Hbf – Forsthaus – Anrath – Viersen – Mönchengladbach Hbf Stand: Fahrplanwechsel Dezember 2021 | 60 min |

### Fernverkehr
Im Bahnhof Essen-Altenessen halten an einigen Tagen, meistens an Wochenenden, Züge vom Eisenbahnverkehrsunternehmen Flixtrain in der Relation Köln–Hamburg.

### U-Bahnhof
Der U-Bahnhof Altenessen Bahnhof wurde am 24. Mai 1998 im Zuge der ersten Stadtbahn-Verlängerung von der Innenstadt (Universität) nach Altenessen eröffnet. Er befindet sich senkrecht unter dem Regionalbahnhof und verfügt über zwei Gleise mit Mittelbahnsteig. Sie können über Treppen, Rolltreppen sowie barrierefrei mit einer Aufzugsanlage erreicht werden.
Der U-Bahnhof wird von den Linien U 11 und U 17 bedient. Beide werden von der Ruhrbahn betrieben.
| Linie | Linienverlauf | Takt (Mo–Fr) |
| ----- | --- | ------------ |
|       | GE-Horst, Buerer Straße – Schloss Horst – GE-Horst, Fischerstraße – E-Karnap, Alte Landstraße – Boyer Straße – E-Karnap, Arenbergstraße – E-Altenessen, Heßlerstraße – II. Schichtstraße – U Karlsplatz – U Altenessen Mitte – U Kaiser-Wilhelm-Park – U Altenessen Bf – U Bäuminghausstraße – U Bamlerstraße – U Universität Essen – U Berliner Platz – U Hirschlandplatz – U Essen Hbf – U Philharmonie – U Rüttenscheider Stern – U Martinstraße – U Messe Ost/Gruga – Essen, Messe West/Süd/Gruga | 10 min       |
|       | E-Altenessen, U Karlsplatz – U Altenessen Mitte – U Kaiser-Wilhelm-Park – U Altenessen Bf – U Bäuminghausstraße – U Bamlerstraße – U Universität Essen – U Berliner Platz – U Hirschlandplatz – U Essen Hbf – U Bismarckplatz – U Planckstraße – Gemarkenplatz – Holsterhauser Platz (Klinikum) – Halbe Höhe – Laubenweg – E-Margarethenhöhe | 10 min       |

### Straßenbahn und Bus
Am Bahnhof kann zu Linie 108 der Straßenbahn Essen und zu den Buslinien 140, 162, 183 und NE1 der Ruhrbahn umgestiegen werden. Diese halten an unterschiedlichen Bahn- bzw. Bussteigen.
| Linie   | Linienverlauf | Takt (Mo–Fr) |
| ------- | --- | ------------ |
| 108     | Altenessen Bf – Höltestraße – Seumannstraße – Katzenbruchstraße – Am Freistein – U Viehofer Platz – U Rathaus Essen – U Essen Hbf – U Philharmonie – U Rüttenscheider Stern – Rüttenscheid U Martinstraße – U Florastraße – Alfredusbad – Kruppallee – Frankenstraße – Bredeney | 10 min       |
| 140     | Borbeck Bf – Schloss Borbeck – Borbeck Germaniaplatz – Altenessen Bf – Stoppenberg Ernestinenstraße | 20 min       |
| 162 172 | Ringlinie Altenessen: Karlsplatz – Altenessen Mitte – Altenessen Bf – Rahmviertel – Karlsplatz Linie 162 verkehrt gegen den Uhrzeigersinn, die Linie 172 verkehrt im Uhrzeigersinn.                                                                                             | 30 min       |
| 183     | Altenessen Karlsplatz – Altenessen Bf – Kokerei Zollverein – Stoppenberg – Schonnebeck – Zollverein Nord Bf – Katernberger Markt | 30 min       |
| NE1     | Essen Hbf – Rathaus Essen – Altenessen Bf – Altenessen Zeche Carl – Karlstraße – Essen-Karnap Boyer Straße – Essen-Karnap, Alte Landstraße – Gelsenkirchen-Horst, Essener Straße                                                                                                | 60 min       |

## Planungen und zukünftige Veränderungen
Nach dem bisherigen Plan soll der Regional-Express RE 3 2025, wenn der aktuelle Vertrag ausgelaufen ist, ins RRX-Netz übergehen und als RRX-Linie 3 weiterfahren. Zu den Änderungen soll gehören, dass der RRX 3 zunächst nur zwischen Düsseldorf und Dortmund verkehrt und 2030 zwischen Köln/Bonn Flughafen und Hamm (Westf).
| Linie | Linienverlauf | Takt   | Betriebsbeginn |
| ----- | --- | ------ | -------------- |
| RRX 3 | Dortmund Hbf – DO-Mengede – Castrop-Rauxel Hbf – Herne – Wanne-Eickel Hbf – Gelsenkirchen Hbf – E-Altenessen – Oberhausen Hbf – Duisburg Hbf – D-Flughafen – Düsseldorf Hbf                                                                            | 60 min | Dez. 2025      |
| RRX 3 | Hamm (Westf) – Kamen – Dortmund Hbf – DO-Mengede – Castrop-Rauxel Hbf – Herne – Wanne-Eickel Hbf – Gelsenkirchen Hbf – E-Altenessen – Oberhausen Hbf – Duisburg Hbf – D-Flughafen – Düsseldorf Hbf – Neuss – Dormagen – Köln Hbf – Köln/Bonn Flughafen | 60 min | Dez. 2030      |